# Huguang
Huguang – dawna chińska prowincja, obejmująca terytoria dzisiejszych prowincji Hunan i Hubei.
Utworzona została w XIII wieku, w okresie panowania mongolskiej dynastii Yuan. Istniała do roku 1664, kiedy to za panowania cesarza Kangxi została podzielona na dwie istniejące do dzisiaj prowincje. Jej stolicą był Wuchang, część dzisiejszego Wuhanu.
Po podziale, nazwa Huguang dalej odnosiła się do obydwu prowincji, jako regionu zarządzanego przez jednego gubernatora generalnego.
Huguang, obejmujący tereny nad środkową Jangcy był ważnym ośrodkiem ekonomicznym, w szczególności rolniczym; w początkowym okresie panowania dynastii Qing, ze względu na mniejsze niż w innych regionach straty w czasie wojny mingowsko-qingowskiej, stał się źródłem emigracji do bardziej spustoszonych regionów, szczególnie do Syczuanu. 

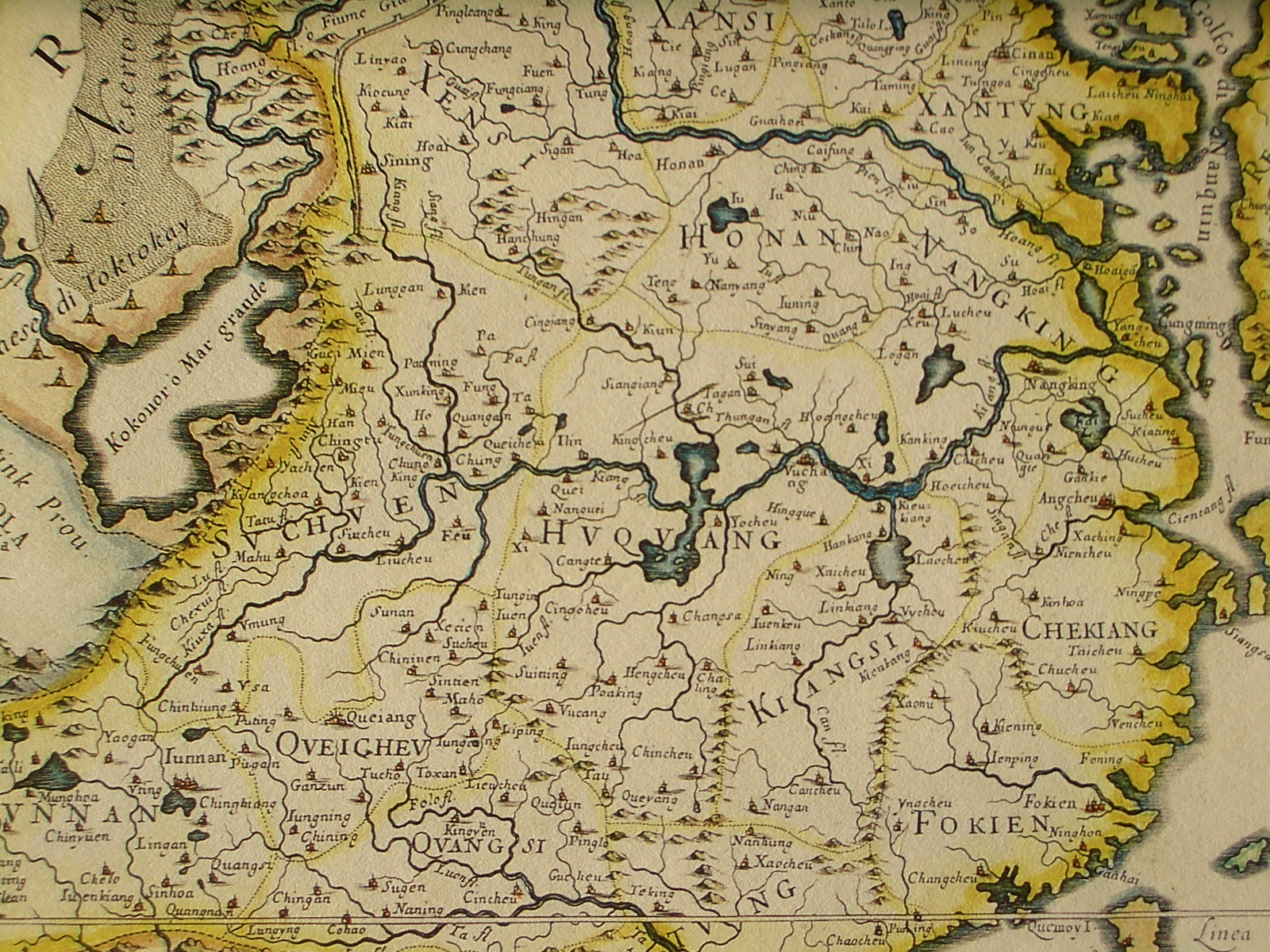
Huguang (Hvqvang) na włoskiej mapie z 1682 roku
Huguang (Hooquang) na amerykańskiej mapie z 1812 roku